# تی آر ئی اس-۳بی
تی آر ئی اس-۳بی (به انگلیسی: TrES-b3) یک سیاره فراخورشیدی است که در حال گردش دور ستارهٔ جی‌اس‌سی ۰۳۰۸۹–۰۰۹۲۹ است. تناوب مداری این سیاره فقط ۳۱ ساعت است و به دلیل وجود جریان جزر و مدی دچار فرسایش مداری می‌شود. جرم این سیاره تقریباً دو برابر جرم مشتری است.
سیارهٔ تی آر ئی اس-۳بی از سوی پروژهٔ نیم‌اکزوورلد امباسا نام‌گذاری شد. این نام در کمپین نیم‌اکزوورلد توسط لیختن اشتاین، در صدمین سالگرد IAU انتخاب شد. در گویش محلی لیختن اشتاین جنوبی، اومبسا به یک مورچه کوچک که به سختی قابل مشاهده است گفته می‌شود.